# Methanothermobacter
A Methanothermobacter a Methanobacteriaceae családba tartozó Archaea nem. Az archeák – ősbaktériumok – egysejtű, sejtmag nélküli prokarióta szervezetek.

### Tudományos folyóiratok
- (2014. július 20.) „Analysis of process related factors to increase volumetric productivity and quality of biomethane with Methanothermobacter marburgensis”. Applied Energy 132, 155–162. o. DOI:10.1016/j.apenergy.2014.07.002.
- Wasserfallen A (2000). „Phylogenetic analysis of 18 thermophilic Methanobacterium isolates supports the proposals to create a new genus, Methanothermobacter gen. nov., and to reclassify several isolates in three species, Methanothermobacter thermautotrophicus comb. nov., Methanothermobacter wolfeii comb. nov. and Methanothermobacter marburgensis sp. nov”. Int. J. Syst. Evol. Microbiol. 50, 43–53. o. DOI:10.1099/00207713-50-1-43. PMID 10826786.

### Tudományos könyvek
- Boone DR.szerk.: JG Ferry: Diversity and taxonomy of methanogens, Methanogenesis: Ecology, Physiology, Biochemistry & Genetics. New York: Chapman & Hall, 35–80. o. (1994. március 20.). ISBN 978-0-412-03531-9

### Tudományos adatbázisok
- Methanothermobacter PubMed hivatkozásai
- Methanothermobacter PubMed Central hivatkozásai
- Methanothermobacter Google Scholar hivatkozásai